# Keukenstuk
Het keukenstuk is een genre in de schilderkunst dat een realistische weergave biedt van een keukeninterieur, vaak met een overvloed aan etenswaren, keukengerei en soms figuren die huishoudelijke taken verrichten. Het was een populair genre in de Noord-Nederlandse schilderkunst vanaf de eerste helft van de 17e eeuw. De schilderijen in dit genre waren, naast een demonstratie van de vaardigheid van de kunstschilder, moraliserend van aard. Daarnaast waren keukentaferelen bedoeld om te amuseren. Destijds werd zo'n schilderij een keuken genoemd.

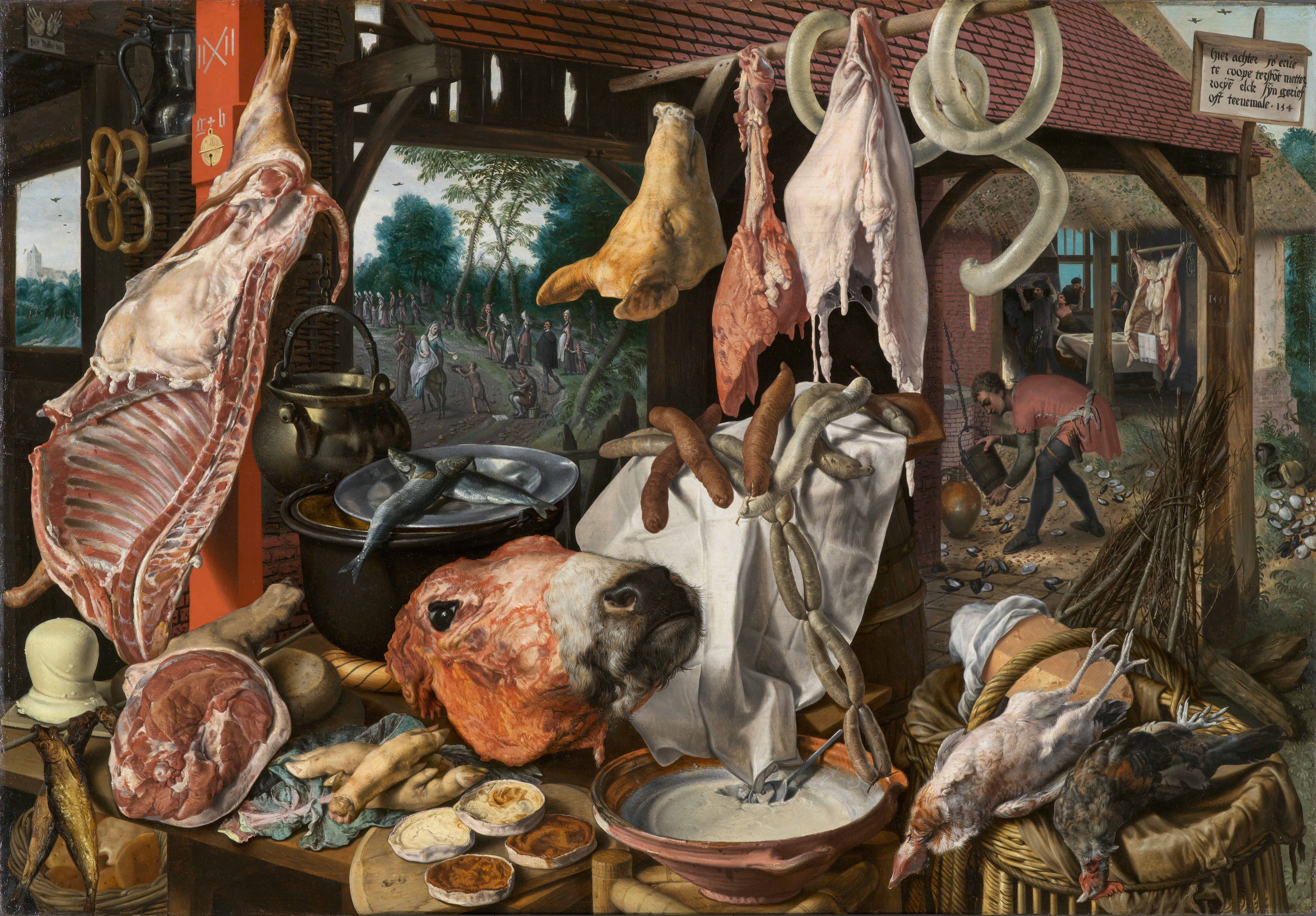
De vleeskraam met links achter de Heilige Familie die aalmoezen geeft. (Pieter Aertsen, 1551)

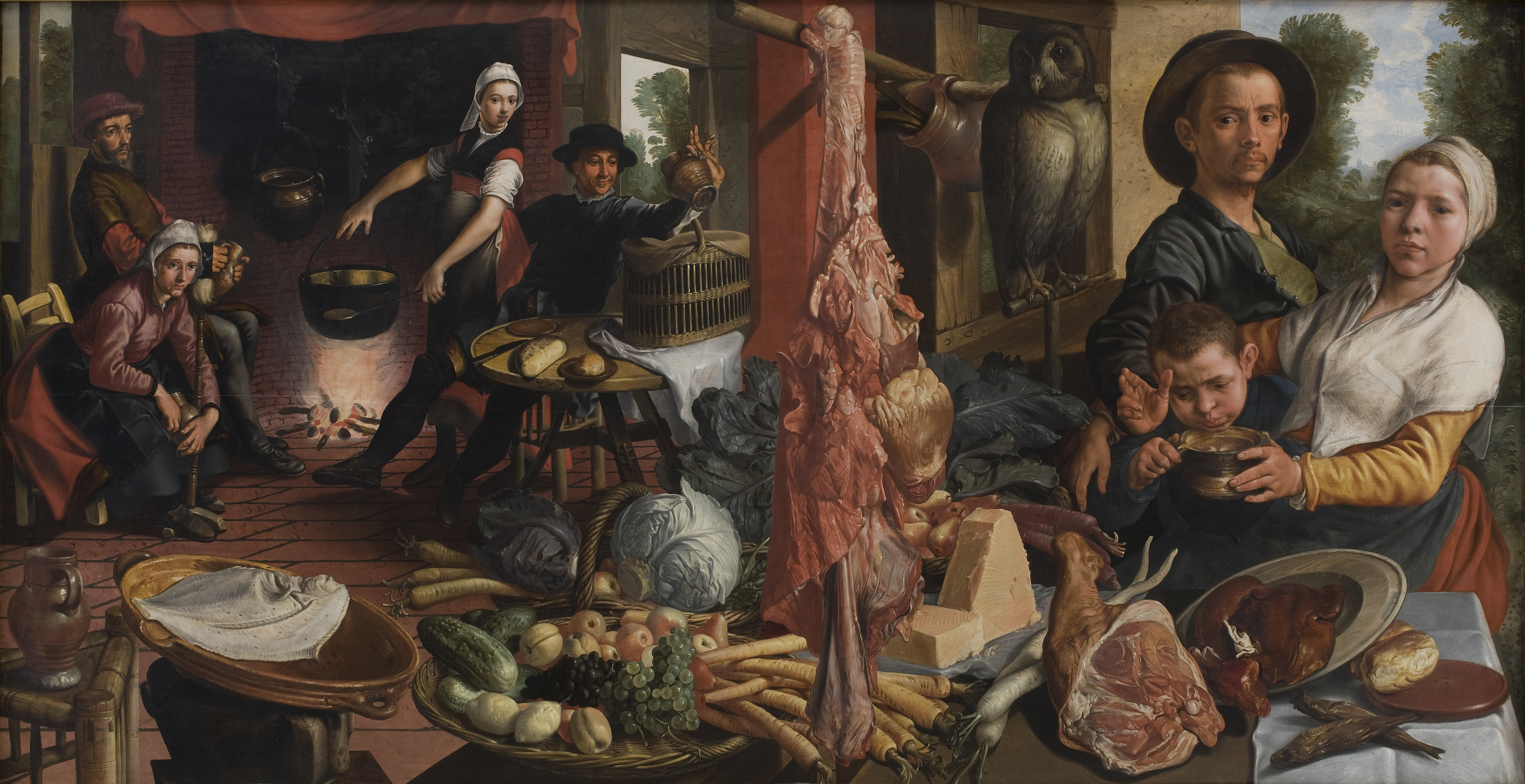
"Voluptas Carnis" ("De vette keuken"). Een allegorie tegen gulzigheid, dronkenschap en losse moraal: de jonge man in het midden heft zijn bierkruik en strekt zijn arm uit naar het meisje; een oud paar (links) kijkt meewarig toe. (Pieter Aertsen, ca. 1570)

Het genre ontstond in de jaren vijftig van de 16e eeuw. De Vleeskraam van Pieter Aertsen is het oudst bekende voorbeeld. Sindsdien is een groot aantal soortgelijke schilderijen vervaardigd. Een keukenstuk is een scene van de bereiding van voedsel. Het combineert stilleven-elementen met eigentijdse figuren en religieuze of idealiserende scenes.
Gedurende de zeventiende eeuw onderging het genre van het keukenstuk een verandering in thematiek. Het accent verschoof van een moraliserend thema naar de herkenbaarheid van het alledaagse leven. Vaak werden vrouwen afgebeeld die bezig waren met het schuren van pannen. Dit ging niet alleen over het weergeven van alledaagse routine, maar wees ook op de waarden van reinheid en soberheid die men in het huishouden diende na te streven.
Pieter Aertsen en Joachim Beuckelaer waren belangrijke kunstenaars in de ontwikkeling van dit genre. Andere schilders die zich met dit genre hebben bezig gehouden zijn o.a. Joachim Wtewael, Frans Snyders, Pieter Cornelisz van Rijck en Adriaen van Nieulandt.

## Publicaties
- Sullivan, Scott A. (1984) The Dutch Game Piece, diss., Totowa
- Stukenbrock, Christiane. ‘Zu den Nachwirkungen der Markt- und Küchenstücke Pieter Aertsens und Joachim Beuckelaers in der niederländischen Malerei des 17. Jahrhunderts’, in: C. Stukenbrock, Die Malerei Antwerpens. Gattungen, meister, Wirkungen. Studien zur flämischen Kunst des 16. und 17. Jahr-hunderts. Internationales Kolloqium Wien 1993, Keulen 1994, pp. 228-238.
- Kwak, Z. S. M. (2014). ‘Proeft de kost en kauwtse met uw’ oogen’. Beeldtraditie, betekenis en functie van het Noord-Nederlandse keukentafereel (ca. 1590-1650)